# Десенці
Десенці (словен. Desenci) — поселення в общині Дестрник, Подравський регіон‎, Словенія.